# Ana Bela Alves
Ana Bela Alves (Algueirão, Sintra, 28 de Setembro de 1954), conhecida artisticamente como Ana, é uma cantora portuguesa.

## Biografia
Ana nasceu no dia 28 de Setembro de 1954 numa ambulância no percurso entre Algueirão, no concelho de Sintra, e a Maternidade Alfredo da Costa, em Lisboa. 
A partir dos 14 anos já cantava mas só aos 23 anos é que iniciou a sua carreira artística. É descoberta por António Sala que a convida para gravar para a editora Rossil. Em Outubro de 1980 lança o seu primeiro single, "Sonha Comigo", que incluía duas versões com adaptação de Carlos Paião. O tema principal foi logo um grande sucesso.
Em Abril de 1981 lançou o seu segundo trabalho, "Quanto Mais Te Bato", desta vez com dois inéditos da autoria de Carlos Paião. O disco atingiu o galardão de disco de prata. Ainda nesse ano participa no Festival da Canção da Rádio Comercial onde fica em terceiro lugar com a canção "O Nosso Filme" da autoria de Fernando Guerra.
Em 1982 lança o seu quarto single, "Dama de Copas", que era uma versão em português de um tema de Agnetha Fältskog. O álbum "Tenho Sede de Amar" inclui os primeiros singles e ainda uma versão de "Woman In Love" de Barbra Streisand.
Em 1983, já na editora PolyGram, edita "Primeiro Beijo" que chega a disco de prata.
É convidada por Luís Jardim com quem grava dois discos. Participa na edição de 1983 do Festival RTP da Canção com "Parabéns, Parabéns a Você" da autoria do músico madeirense. A seguir lança o single "Começar".
No ano seguinte, gravou o tema "Alegria de Viver", da autoria de Dino Meira. Lança temas como "Laranja Laranjinha" (versão de um tema de Giuni Russo com adaptação de António Avelar Pinho) e "Tapete Voador".
Lança o álbum "Tapete Voador" em Agosto de 1986. Ainda em 1986 muda para a Discossete. Na nova editora grava temas de Luís Filipe Aguiar como "Não Digas Mais Nada", "No More Empty Words" e "O Meu Bombom".
Em 1989 grava o álbum "Só Mais Um Beijo" com a colaboração de Ricardo Landum e de Armando Gama. Grava novas canções como "Ilusão" de Carlos Paião e "Ontem À Tarde" de António Sala.
Em 1991 lança o disco "Faz de Mim Cetim". No ano seguinte é editado o álbum "Filha do Vento".
Regressou à Polygram, em 1994, lançando os álbuns "Amor Bandido" (1994) e "Doce Tropical" (1995). Depois mudou para a editora Espacial onde lançou os álbuns "Açúcar Moreno", em 1997,  e "Amor Divino", em 1999.
Em 2004 foi coroada "Rainha da Canção Portuguesa", onde estiveram em concurso cerca de 60 artistas. No final do mesmo ano, a comemorar 25 anos de carreira, reúne os seus maiores sucessos no álbum "O Melhor de Ana" editado pela editora Farol Música.
Em 2006 é lançado o disco "Aromas" com novos temas onde inclui também uma nova versão do tema "Sonha Comigo".
O disco "Revelações", com produção de Emanuel, foi lançado em 2008. O tema de apresentação foi "Canto por Acreditar".

## Discografia

### Álbuns
- Tenho Sede de Amar (LP, Rossil)
- Tapete Voador - Os sucessos da Ana Maria (LP, PolyGram, 1986)
- Só Mais Um Beijo (LP, Discossete, 1989)
- Faz de Mim Cetim (CD, Discossete, 1991)
- Faz de Mim Cetim - Escrito Nas Estrelas (2CD, Discossete,)
- Filha do Vento (CD, Discossete, 1992)
- Amor Bandido (CD, PolyGram, 1994)
- Doce Tropical (CD, PolyGram, 1995)
- Açúcar Moreno (CD, Espacial, 1997)
- Amor Divino (CD, Espacial, 1999)
- O Melhor de Ana (Compilação, Farol, 2004)
- Aromas (CD, Ovação, 2006)
- Recordações (CD, AM, 2008)

### Singles
- Sonha Comigo/Férias No Tahiti (Single, Rossil, 1980) ROSS-7065
- Quanto Mais Te Bato/Mesmo Assim (Single, Rossil, 1981)
- Dama de Copas/Fly Me To The Moon (Single, Rossil, 1982) ROSS-7092
- O Nosso Filme/A Velha Máquina dos Dois (Single, Rossil, 1982)
- Primeiro Beijo/Vem Depressa (Single, PolyGram, 1983)
- Parabéns (Parabéns a Você)/ Parabéns (instrumental) (Single, PolyGram, 1983)
- Começar/Tão Lindo (Single, PolyGram, 1983) 2063103
- Alegria de Viver/Isso Não Se Faz (Single, PolyGram, 1984)
- Tapete Voador (PolyGram, 1986)
- Laranja, Laranjinha/Dance (Single, PolyGram, 1986)
- Queen Of The Night… Satisfaction
- Não Digas Mais Nada (Single, Discossete, 1987)
- No More Empty Words (Maxi, Discossete, 1987)
- O Meu Bombom / No More Empty Words (Single, Discossete, 1988) DSG 530
- Ai Ai Ai / Telefona-me Esta Tarde (Single, Discossete, 1989) DSG 653

### Compilações
- Natal Em Família - Vários Artistas (Compilação, Espacial) / Jorge Ferreira (Portuguese Music World, E.U.A., 1997)
- O Melhor de 2 - Cândida Branca Flor / Ana (Compilação, Universal, 2001)